# Harry Cobby
Vous lisez un « bon article » labellisé en 2022.
Arthur Henry Cobby, dit Harry Cobby, né le 6 août 1894 et mort le 11 novembre 1955, est un haut commandant de la Force aérienne royale australienne (Royal Australian Air Force - RAAF).
Harry Cobby naît dans la banlieue de Melbourne et y fait également ses études. Au déclenchement de la Première Guerre mondiale, il travaille dans une banque mais veut participer à l'effort de guerre en s'enrôlant dans la force impériale australienne. Il ne peut cependant le faire qu'en 1916, après que son employeur le libère de l'obligation de travailler. Il suit une formation intensive au pilotage en Angleterre avant de partir au combat sur le front de l'Ouest avec le No. 4 Squadron AFC, qui opère des Sopwith Camel. Ses exploits en tant que pilote de chasse sont récompensés par l'ordre du Service distingué, la Distinguished Flying Cross avec deux barrettes, ainsi qu'une citation militaire. Moins d'un an après son entrée dans le service actif, il enregistre déjà 29 victoires au combat aérien, devenant ainsi le principal as de l'aviation de l'Australian Flying Corps durant la guerre.
Acclamé en héros, Harry Cobby est transféré à la Royal Australian Air Force (RAAF), récemment établie, au grade de wing commander. Il quitte la Permanent Air Force (PAF) en 1936 pour rejoindre l'aviation civile, mais demeure néanmoins dans la force de réserve de la RAAF. Il retourne dans la PAF au déclenchement de la Seconde Guerre mondiale et occupe le poste de directeur du recrutement puis d'air officer commanding de la zone Nord-Est. En 1943, il reçoit la médaille de George pour avoir secouru les survivants d'un accident d'avion. L'année suivante, il est nommé air officer commanding du No. 10 Operational Group (qui devient plus tard l'Australian First Tactical Air Force), mais il est relevé de ses fonctions à la suite des incidents de la mutinerie de Morotai en avril 1945. Il prend sa retraite de l'armée de l'air en 1946 et travaille dans l'aviation civile jusqu'à sa mort le 11 novembre 1955, jour de commémoration de l'armistice.

## Jeunesse et début de carrière
Arthur Henry « Harry » Cobby naît le 26 août 1894 à Prahran, dans la banlieue de Melbourne. Son père, Arthur Edward Stanley Cobby est conducteur de tramway et sa mère se prénomme Alice, née Nash. Il est le second enfant, sur quatre, du couple. Surnommé Harry, il réalise ses études supérieures à l'University College d'Armadale. En 1912, il s'engage dans le 46e régiment d'infanterie australien (connu sous le nom de Brighton Rifles) avant d'être transféré dans le 47e régiment d'infanterie,,.
Au déclenchement de la Première Guerre mondiale, Harry Cobby tente de s'enrôler dans la force impériale australienne, mais son employeur, la Commonwealth Bank, refuse de le libérer du fait de l'importance de son poste de commis et, bien que peu intéressé par l'aviation, il rejoint finalement l'Australian Flying Corps (AFC) le 22 décembre 1916,. Il devient membre fondateur du No. 4 Squadron de la force aérienne royale australienne et embarque pour l'Angleterre à bord du SS Omrah le 17 janvier 1917.

## Première Guerre mondiale
Le No. 4 Squadron arrive en Angleterre en mars 1917 pour suivre un entraînement en vue de servir sur le front occidental. Équipée de Sopwith Camel, l'unité est envoyée en France en décembre 1917. Harry Cobby admet plus tard avoir été si nerveux à l'idée d'aller au combat que s'il avait pu faire la moindre chose pour retarder voire éviter ce dur moment, il n'aurait pas hésité un seul instant. Lors de son premier combat contre la Luftstreitkräfte allemande, il ne compte que 12 heures d'expérience de vol en solo,.
Harry Cobby revendique en février 1918 une première victoire sur un avion de reconnaissance DFW mais elle n'est pas confirmée,,,. Basé dans le Pas-de-Calais, le No. 4 Squadron soutient les forces alliées lors de l'offensive du Printemps lancée par les Allemands. Leurs adversaires aériens se composent de membres du Flying Circus du Baron von Richthofen. Le 21 mars 1918, Harry Cobby abat deux Albatros D.V de la formation, qui sont confirmés comme ses premières victoires officielles,.

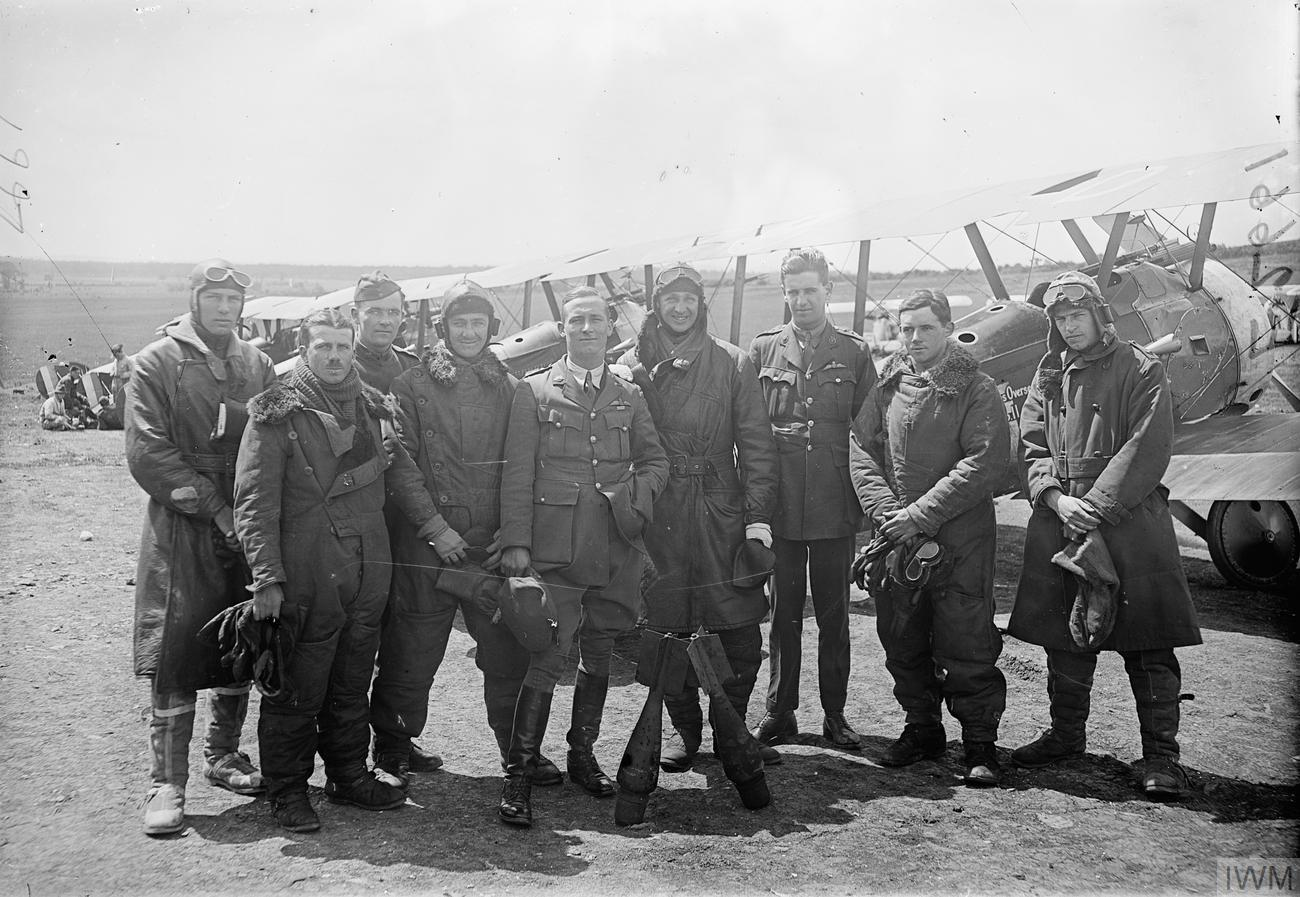
Harry Cobby (au centre) avec des officiers du No. 4 Squadron et leurs Sopwith Camel sur le front occidental en juin 1918.

Après avoir prouvé qu'il est un pilote talentueux et agressif, ses capacités de leadership sont reconnues avec sa nomination en tant que flight commander le 14 mai 1918 et sa promotion au grade de captain le 25 mai 1918,,. Décrit comme un « diablotin », il personnalise son Sopwith Camel en l'équipant de découpes en aluminium représentant l'acteur comique Charlie Chaplin,. Harry Cobby remporte deux nouvelles victoires le 30 mai 1918 près d'Estaires, où il détruit un Albatros et un ballon d'observation,. Il réitère cet exploit le lendemain dans la même zone. Harry Cobby est recommandé pour la Croix militaire le 3 juin 1918 en reconnaissance de son succès au combat et pour être un « chef de patrouille audacieux et habile, qui donne un bel exemple à son escadron ». Il obtient finalement la Distinguished Flying Cross (DFC) en mai 1918, suivie par une barrette en juin de la même année. Sa DFC parait dans la London Gazette le 2 juillet 1918,. 
Harry Cobby abat trois avions allemands le 28 juin. Il est recommandé pour une barrette à sa DFC pour souligner son total de 15 victoires. Le 15 juillet 1918, il plonge avec un autre pilote australien sur cinq éclaireurs Pfalz près d'Armentières. Harry Cobby abat deux des appareils ennemis et son compagnon un. Les Australiens sont ensuite poursuivis par quatre triplans Fokker auxquels ils réussissent à échapper. Cette action vaut à Harry une recommandation pour une deuxième barrette à sa DFC,. Les deux barrettes de sa DFC sont publiées dans la London Gazette le même jour, le 21 septembre 1918,,. Il est le premier pilote de la Première Guerre mondiale a recevoir deux barrettes, et ce, avant la fin de la guerre.  

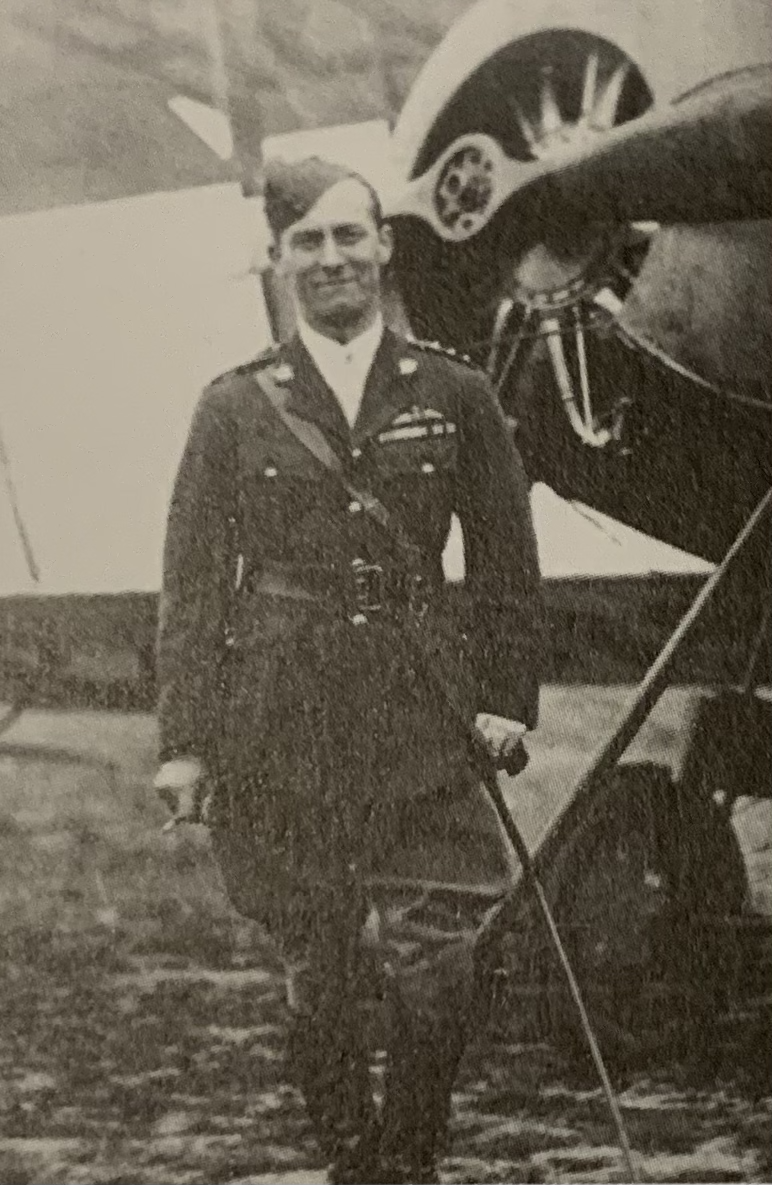
Harry Cobby devant son avion.

Le 16 août, il dirige un raid de bombardement contre l'aérodrome allemand d'Haubourdin, près de Lille. Il s'agit alors du plus grand assaut aérien des forces alliées. Il se solde par la destruction de 37 avions ennemis. Le jour suivant, il mène une attaque similaire sur le terrain d'aviation de Lomme. À la suite de ces attaques, il est recommandé pour l'ordre du Service distingué,,. Publiée le 2 novembre, la citation de la récompense déclare que « le succès de ces deux raids est largement dû à la détermination et à l'habileté de cet officier »,. 
À la fin de son service actif, Harry Cobby est à la tête de formations comptant jusqu'à 80 appareils. Un autre as du No. 4 Squadron, George Jones (plus tard chef d'état-major de l'armée de l'air), le décrit comme le « leader naturel de l'unité dans les airs et dans toutes les activités hors service ». Ses exploits font de lui un héros national. Le No. 4 Squadron est reconnu comme le squadron de chasse le plus performant en France, avec pas moins de 220 victoires à son actif. En septembre 1918, Harry est transféré comme instructeur dans une unité d'entrainement en Angleterre. Il trouve la pression de ce poste « bien pire que de voler en France » et insistera pour retourner au front jusqu'à la fin de la guerre en novembre. Bien que le décompte final d'Harry Cobby pour la Première Guerre mondiale dénombre souvent la destruction de 29 avions et 13 ballons d'observation, les analyses au cas par cas de ses victoires lui attribuent 24 avions et 5 ballons, pour un total de 29 victoires, ce qui fait de lui le membre de l'AFC ayant obtenu le plus de victoires, ainsi que le seul as du service ayant abattu des ballons,,,. Sa plus grande fierté en tant que flight commander est qu'il n'a jamais perdu un pilote au-dessus du territoire ennemi. Il obtient une citation militaire en décembre 1918.

## Entre-deux-guerres

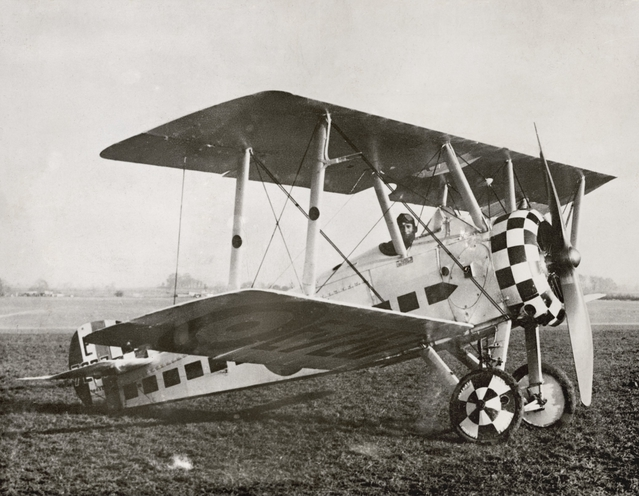
Harry Cobby dans son Sopwith Camel lorsqu'il est instructeur en Angleterre, vers 1918-1919. Il a lui-même créé le motif à carreaux très visible pour des raisons de sécurité.

Toujours instructeur en Angleterre après la fin de la guerre, Harry Cobby est choisi pour diriger le défilé aérien de l'AFC pour la journée de l'ANZAC qui se déroule au-dessus de Londres le 25 avril 1919,. Il dirige une formation aérienne de 50 personnes dans une série d'acrobaties sauvages au-dessus de la tête du Prince de Galles alarmé. Il racontera plus tard « qu'il a volé si près des soldats en marche que leurs baïonnettes ont presque percé son train d'atterrissage ». Il retourne en Australie en mai 1919 et épouse Hilda Maude Urban à Caulfield le 24 avril 1920. Le couple aura un fils et une fille.
À la suite de la dissolution de l'AFC en 1921, Harry Cobby s'engage dans la Force aérienne royale australienne nouvellement formée. Gradé flying officer (flight lieutenant par intérim), il est l'un des 21 officiers de l'armée de l'air lors de sa formation en mars 1921. Il est d'abord affecté dans un escadron mixte équipé principalement de SE5 et de DH.9 à la No. 1 Flying Training School RAAF. Il est nommé commandant du No. 1 Squadron RAAF lorsque celui-ci est reformé à Point Cook le 1er juillet 1925. Il occupe le poste jusqu'en août 1926.  
En 1927, Harry Cobby est promu squadron leader. L'année suivante, il se rend en Angleterre pour suivre les cours du RAF Staff College,. De retour en Australie, il prend la relève du squadron leader Frank Lukis le 13 janvier 1930 en tant que commandant du No. 3 Squadron RAAF basé à la RAAF Base Richmond, en Nouvelle-Galles du Sud. À cette époque, le poste de squadron leader allait de pair avec celui de commandant de la base. Bien que populaire auprès de son personnel, Harry n'est cependant pas connu pour son souci du détail. En décembre 1930, le chef d'état-major de l'armée de l'air, l'air commodore Richard Williams, trouve la base dans un tel état de désordre après son inspection qu'il ordonne à tous les hommes de défiler et les réprimande vivement, menaçant d'annuler les congés de Noël si l'endroit n'est pas nettoyé,. 
Après avoir passé la main au squadron leader Bill Bostock le 22 novembre 1931, Harry Cobby est promu wing commander le 1er mai 1933 et travaille ensuite comme directeur des renseignements de la RAAF. Il dirige un comité interministériel formé en août 1933 pour examiner les possibilités d'utilisation de la surveillance aérienne et de la photographie aérienne pour le développement national. Les conclusions du comité, présentées en avril 1934, préconisent l'emploi d'agences gouvernementales pour ce type de travail et conduisent finalement à la formation du North Australian Survey Flight à partir du personnel et des avions du No. 1 Squadron en avril 1935.
En 1936, il se retire de l'armée de l'air pour rejoindre le conseil de l'aviation civile en tant que contrôleur des opérations. Il contribue également à des magazines d'aviation tels qu'Australian Airmen et Popular Flying,. Ses fonctions dans l'aviation civile comprennent l'inspection des aéronefs, la délivrance de licences et de certificats de navigabilité, le maintien des services radio et météorologiques et la liaison avec la RAAF. 
Après la création d'un nouveau ministère de l'aviation civile (en) en novembre 1938, le conseil de l'aviation civile est réorganisé et le poste d'Harry Cobby est supprimé. Le ministre de l'aviation civile James Fairbairn — lui-même pilote lors de la Première Guerre mondiale — fait pression sur le Premier ministre Robert Menzies en la faveur d'Harry Cobby, déclarant qu'il était « impensable de mettre fin à la nomination du commandant Cobby sans lui trouver un autre poste ».

## Seconde Guerre mondiale

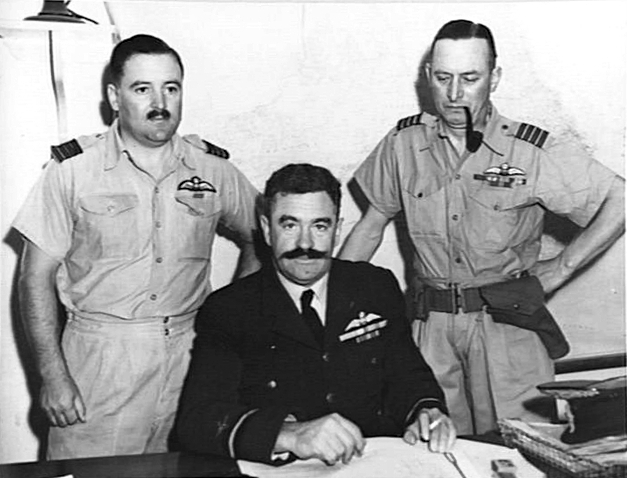
Harry Cobby (à droite) prend la relève de Frank Lukis (au centre) dans la zone Nord-Est à Townsville, Queensland, août 1942.

Harry Cobby réintègre l'armée de l'air permanente après le déclenchement de la Seconde Guerre mondiale en septembre 1939. Promu group captain, il reprend officiellement le service actif le 25 juillet 1940 en tant que directeur du recrutement. Le 25 août 1942, il succède à l'air commodore Frank Lukis en tant qu'air officer commanding (AOC) de la zone Nord-Est à Townsville (Queensland). L'année 1942 est également marquée par la publication de High Adventure, le récit d'Harry Cobby sur ses expériences au cours de la Première Guerre mondiale. L'avant-propos est rédigé par l'air vice-marshal Jones, nouvellement nommé chef d'état-major de l'armée de l'air et ancien combattant du No. 4 Squadron. 
En juillet 1943, Harry Cobby est promu air commodore par intérim. Le 7 septembre, il voyage en tant que passager à bord d'un hydravion Catalina lorsque celui-ci s'écrase à Townsville. Bien que blessé, il aide à sauver deux autres survivants et est recommandé pour la médaille de George pour sa « bravoure exceptionnelle »,. La récompense est publiée dans la gazette le 10 mars 1944,. En novembre 1943, Harry Cobby quitte le commandement de la zone Nord-Est. Le mois suivant, il est affecté à Mount Martha, dans l'État de Victoria, en tant que commandant du RAAF Staff School (qui deviendra plus tard le RAAF Staff College), restant à ce poste jusqu'à ce qu'il soit remis de ses blessures,. Le 16 juin 1944, il est nommé commandeur de l'ordre de l'Empire britannique (CBE) pour sa conduite des opérations aériennes au-dessus de la Nouvelle-Guinée en tant qu'AOC de la zone Nord-Est, la citation notant son « bon leadership, son exemple personnel, sa compréhension aiguë et ses encouragements continus »,,.
En août 1944, Harry Cobby devient le commandant adjoint du No. 10 Operational Group ensuite rebaptisé Australian First Tactical Air Force,. À ce titre, il commande 20 000 membres de la principale force de frappe mobile de la RAAF dans le Pacifique Sud-Ouest, composée d'unités de chasse, d'appui rapproché et de construction d'aérodromes. Il exprime des doutes quant aux dispositions de commandement selon lesquelles le quartier général de la RAAF à Melbourne est responsable de l'administration du No. 10 Operational Group, tandis que ses tâches opérationnelles doivent être transmises par le RAAF Command, la Thirteenth Air Force des États-Unis et le quartier général de la zone du Pacifique Sud-Ouest. Il estime que cela l'oblige à « essayer de servir deux maîtres », une situation qu'il trouvait « irréalisable ». 
Entre le 22 et le 25 décembre 1944, l'Australian First Tactical Air Force effectue 513 sorties en Kittyhawk et Beaufighter contre des cibles à Halmahera. Le mois suivant, elle effectue 661 sorties supplémentaires contre des cibles à Halmahera, Célèbes, Morotai et le Vogelkop. Au début de l'année 1945, la puissance aérienne japonaise dans le Pacifique Sud-Ouest est virtuellement détruite, et l'Australian First Tactical Air Force est de plus en plus affectée à des tâches de garnison et de harcèlement des bases ennemies sur les îles contournées par les forces américaines dans leur progression vers les Philippines. En mars et avril, l'Australian First Tactical Air Force se prépare à l'invasion de Tarakan, une opération basée sur un jugement erroné des officiers du quartier général d'Harry Cobby selon lequel la piste d'atterrissage de l'île pourrait être rapidement réparée et utilisée pour soutenir la campagne de Bornéo.

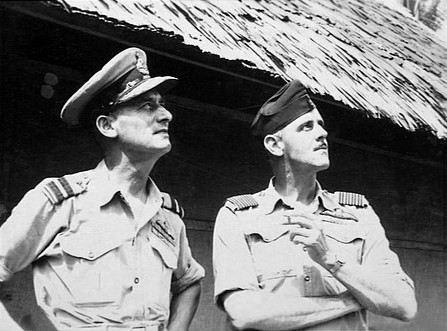
Harry Cobby (à gauche) et Clive Caldwell (à droite) à Morotai en janvier 1945.

La relégation des unités de chasseurs à ce qui semble être des missions d'attaque au sol sans importance stratégique conduit à une crise morale qui précipite la « mutinerie de Morotai » en avril 1945, lorsque huit des principaux pilotes d'Harry Cobby, y compris le meilleur as australien de la guerre, le group captain Clive Caldwell, présentent leur démission en signe de protestation. Bien que l'un des « mutins », le group captain Wilfred Arthur, ait déjà fait part de ses préoccupations à Harry Cobby et à son état-major concernant l'efficacité de l'attribution des tâches de l'Australian First Tactical Air Force, Harry Cobby est surpris par les démissions,. Il s'adresse aux officiers individuellement et en groupe, leur demandant : « Est-ce que c'est quelque chose contre moi, ou est-ce que c'est une attaque contre moi, parce que si c'est le cas, si vous pensez que j'ai échoué dans mon travail, je demanderai immédiatement à être rappelé », ce à quoi ils répondent que cela n'a rien à voir avec lui. Harry Cobby rapporte l'incident à son supérieur immédiat, l'air vice-marshal Bill Bostock, qui informe le chief of the air staff, l'air vice-marshal Jones, et le commandant des forces aériennes alliées, le lieutenant général George Kenney. Tous se rendent à Morotai et interrogent les pilotes concernés, et tous concluent qu'Harry Cobby doit être relevé de son commandement.
Bill Bostock tient Harry Cobby pour responsable de la baisse de moral de l'Australian First Tactical Air Force mais relève également qu'il a été mal servi par ses officiers d'état-major. Jones transfère non seulement Harry Cobby mais également ses officiers d'état-major, les group captain Gibson et Simms. L'air commodore Frederick Scherger prend le commandement de l'Australian First Tactical Air Force le 10 mai. Le départ d'Harry Cobby est accueilli avec soulagement par les commandants de l'Australian Army, frustrés par les mauvaises relations de travail entre l'Australian First Tactical Air Force et les unités de l'armée à Tarakan. Par la suite, Harry Cobby défend sa direction de l'Australian First Tactical Air Force devant le juge John Vincent Barry. Lors de son témoignage, il déclare que « si ses officiers souhaitaient faire plus dans la guerre que ce qu'ils faisaient, il n'était pas dans le pouvoir de l'Australian First Tactical Air Force de leur donner ce travail plus important ou plus intéressant ». Bien qu'Harry Cobby pense que ses forces ont joué un rôle important dans la sécurisation du flanc du général MacArthur pendant la campagne des Philippines, le juge Barry estime qu'il a échoué à maintenir un contrôle approprié sur son commandement et que son renvoi de l'Australian First Tactical Air Force est bien justifié,. L'historien Alan Stephens, spécialiste de l'armée de l'air, décrira plus tard la situation comme « une tragédie personnelle et institutionnelle qu'une figure véritablement importante de l'histoire de la RAAF ait dû terminer sa carrière dans de telles circonstances ». Alan Stephens résume la carrière militaire d'Harry Cobby en disant que « l'expérience d'aucun aviateur australien n'illustre mieux les tensions entre commandement, leadership et héroïsme ». Il conclut que « les qualités qui font un héros ne se traduisent pas facilement par celles dont a besoin un commandant, bien qu'elles soient susceptibles d'engendrer le leadership »,.

## Après-guerre et fin de vie
Harry Cobby est officiellement libéré de l'armée de l'air le 19 août 1946. Il reçoit la médaille de la Liberté le 15 avril 1948, en reconnaissance de son service de guerre,,. La citation indique qu'entre septembre 1944 et janvier 1945, il a fait preuve « d'un jugement exceptionnellement sûr et d'une planification clairvoyante et a apporté une aide matérielle aux opérations de la campagne de libération des Philippines ». 
Après avoir quitté la Force aérienne royale australienne, Harry Cobby rejoint le Conseil de l'aviation civile (en) et occupe le poste de directeur régional pour la Nouvelle Galles du Sud de 1947 à 1954. Il est nommé directeur des opérations aériennes en 1955.
Le jour de l'Armistice, le 11 novembre 1955, Harry Cobby s'effondre dans son bureau de Melbourne et meurt plus tard dans la journée d'une maladie neurovasculaire à l'hôpital général de rapatriement de Heidelberg (en),. Ses funérailles militaires ont lieu le 15 novembre à l'église St Mary à Caulfield. Il est incinéré au crématorium de Springvale,.

## Reconnaissance
Une rue porte son nom (Cobby Street) à Campbell, dans la banlieue de Canberra.

## Liste des victoires aériennes
Harry Cobby, au cours de la Première Guerre mondiale, abat  24 avions (1 capturé, 21 détruits dont une victoire partagée et 2 hors de contrôle) et 5 ballons, soit un total de 29 victoires. Il est le membre de l'AFC ayant obtenu le plus de victoires, ainsi que le seul as du service ayant abattu des ballons,.
Ci-dessous, les victoires confirmées sont numérotées.
| N° | Date             | Heure   | Appareil      | Ennemi               | Résultat             | Localisation              | Notes                                                                                               |
| -- | ---------------- | ------- | ------------- | -------------------- | -------------------- | ------------------------- | --------------------------------------------------------------------------------------------------- |
| 1  | 21 mars 1918     | 9 h 5   | Sopwith Camel | Albatros D.V         | Mis hors de contrôle | Sud de Brebières          | |
| 2  | 21 mars 1918     | 9 h 5   | Sopwith Camel | Albatros D.V         | Abattu               | Sud de Brebières          | |
| 3  | 30 mars 1918     | 12 h 15 | Sopwith Camel | Pfalz D.III          | Abattu               | Sud-est d'Arras           | |
| 4  | 10 avril 1918    | 9 h 40  | Sopwith Camel | Albatros D.V         | Abattu               | Sud-est d'Estaires        | |
| 5  | 20 mai 1918      | 7 h 45  | Sopwith Camel | Pfalz D.III          | Abattu               | Neuve-Église              | |
| 6  | 21 mai 1918      | 11 h 0  | Sopwith Camel | Ballon d'observation | Détruit              | Merville                  | |
| 7  | 30 mai 1918      | 16 h 50 | Sopwith Camel | Albatros D.V         | Abattu               | Estaires                  | |
| 8  | 30 mai 1918      | 16 h 57 | Sopwith Camel | Ballon d'observation | Détruit              | Estaires                  | |
| 9  | 1er juin 1918    | 9 h 20  | Sopwith Camel | Ballon d'observation | Détruit              | Nord d'Estaires           | |
| 10 | 1er juin 1918    | 9 h 35  | Sopwith Camel | Albatros D.V         | Abattu               | Estaires                  | |
| 11 | 17 juin 1918     | 19 h 50 | Sopwith Camel | Pfalz D.III          | Abattu               | Est de Laventie           | |
| 12 | 17 juin 1918     | 19 h 50 | Sopwith Camel | Pfalz D.III          | Abattu               | Est de Laventie           | |
| 13 | 19 juin 1918     | 18 h 45 | Sopwith Camel | Pfalz D.III          | Abattu               | Forêt de Nieppe           | La béquille en bois de l'avion abattu se trouve dans les collections de l'Australian War Memorial,. |
| 14 | 25 juin 1918     | 19 h 35 | Sopwith Camel | Pfalz D.III          | Abattu               | Estaires-Laventie         | |
| 15 | 26 juin 1918     | 18 h 5  | Sopwith Camel | Pfalz D.III          | Abattu               | Sud-est d'Armentières     | |
| 16 | 28 juin 1918     | 14 h 55 | Sopwith Camel | LVG C.I              | Abattu               | Est d'Outtersteene        | |
| 17 | 28 juin 1918     | 15 h 5  | Sopwith Camel | Pfalz D.III          | Abattu               | Sud-est d'Estaires        | |
| 18 | 28 juin 1918     | 18 h 40 | Sopwith Camel | Halberstadt C.V      | Abattu               | Wytschaete                | |
| 19 | 2 juillet 1918   | 15 h 35 | Sopwith Camel | Ballon d'observation | Détruit              | Bac-Saint-Maur            | |
| 20 | 2 juillet 1918   | 16 h 0  | Sopwith Camel | Fokker Dr.I          | Abattu               | Nord-est de La Bassée     | |
| 21 | 9 juillet 1918   | 19 h 40 | Sopwith Camel | AGO C.IV             | Abattu               | Nord-est de Gravelines    | |
| 22 | 14 juillet 1918  | 7 h 18  | Sopwith Camel | Ballon d'observation | Détruit              | Estaires - La Bassée      | |
| 23 | 15 juillet 1918  | 17 h 25 | Sopwith Camel | Pfalz D.III          | Abattu               | Armentières               | |
| 24 | 15 juillet 1918  | 17 h 25 | Sopwith Camel | Pfalz D.III          | Abattu               | Armentières               | |
| 25 | 6 août 1918      | 20 h 50 | Sopwith Camel | LVG C.I              | Abattu               | Sud-est de Bac-Saint-Maur | |
| 26 | 7 août 1918      | 12 h 35 | Sopwith Camel | C                    | Abattu               | Lestrem                   | |
| 27 | 7 août 1918      | 12 h 45 | Sopwith Camel | Pfalz D.III          | Abattu               | Sud-est d'Armentières     | |
| 28 | 16 août 1918     | 13 h 15 | Sopwith Camel | Fokker D.VII         | Abattu               | Wavrin                    | Victoire partagée                                                                                   |
| 29 | 4 septembre 1918 | 7 h 15  | Sopwith Camel | Fokker D.VII         | Mis hors de contrôle | Zone autour de Wattignies | |